# Ratko Nikolić
Ratko Nikolić, srbski rokometaš, * 15. september 1977, Aranđelovac.
Leta 2010 je na evropskem rokometnem prvenstvu s srbsko reprezentanco osvojil 13. mesto.